# Synthliboramphus hypoleucus
L'urietta di Xantus (Synthliboramphus hypoleucus de Vesey, 1860) è un uccello marino della famiglia degli Alcidi.

## Sistematica
Synthliboramphus hypoleucus non ha sottospecie, è monotipico.

## Distribuzione e habitat
Questo uccello, durante il periodo di riproduzione, nidifica sulle Channel Islands al largo delle coste della California e sulle isole al largo della Baja California; dopo migra a nord, spingendosi al massimo sulle coste canadesi della Columbia Britannica.